# Gary F. Bengier
Gary F. Bengier (nascido em 25 de fevereiro de 1955) é um empresário, executivo de negócios, tecnólogo e escritor estadunidense. Ele é mais conhecido como CFO do eBay, que liderou as ofertas públicas iniciais e secundárias da empresa. Ele também ocupou cargos de executivo sênior em várias empresas de tecnologia do Vale do Silício.
Bengier é autor de duas obras de ficção especulativa filosófica: Jornada Sem Limite (2020) e Journey to 2125: One Century, One Family, Rising to Challenges (Jornada até 2125: Um Século, Uma Família, Enfrentando Desafios) (2024).

## Início da vida e educação
Bengier foi criado em Richmond, Ohio. Seu pai era um veterano dos EUA, que serviu como fuzileiro naval durante a Guerra da Coreia.
De 1979 a 1981, Bengier frequentou a Harvard Business School, onde obteve um MBA. Em 2012, concluiu um mestrado em filosofia pela San Francisco State University, onde estudou filosofia da mente. Bengier também possui um BBA em Ciência da Computação e Pesquisa Operacional pela Kent State University, onde se formou summa cum laude.
No início de sua carreira, Bengier atuou como controlador corporativo na Compass Design Automation de 1993 a 1996. Antes do eBay, foi vice‑presidente e CFO da VXtreme, uma empresa de streaming de vídeo posteriormente adquirida pela Microsoft Corporation.

## Carreira

### eBay
Em 1997, Bengier ingressou no eBay quando a empresa ainda estava em seus estágios iniciais como startup. Permaneceu na empresa até 2001 como diretor financeiro. Bengier foi fundamental na construção da equipe financeira e administrativa do eBay em seus primeiros anos.
Durante seu mandato, liderou as ofertas públicas iniciais e secundárias do eBay, que levantaram US$ 1,5 bilhão em capital acionário. Segundo Adam Cohen, Bengier desempenhou um papel chave na abertura de capital do eBay em setembro de 1998. Conforme a CFO Magazine: "Bengier, formado pela Harvard Business School, ajudou a transformar o leiloeiro online de uma startup do Vale do Silício em um favorito de Wall Street".

### Outros empreendimentos
Após 2001, Bengier atuou no conselho de administração da Logitech como presidente do comitê de auditoria e principal diretor independente. Serviu no conselho da Cobalt Networks, vendida para a Sun Microsystems. Também ocupou cargos financeiros sênior na Bio‑Rad Laboratories e na Qume Corporation. Passou vários anos como consultor de gestão na Touche Ross & Company.

## Filantropia e envolvimento comunitário
Em 2004, Gary e sua esposa Cynthia criaram a Bengier Foundation, um projeto beneficente que apoia jovens estudantes com bolsas de estudo. Bengier também integra o conselho do Exploratorium, um museu de ciência, tecnologia e artes em São Francisco, Califórnia, e do Santa Fe Institute.

## Livros
Em 2020, Bengier publicou seu romance de estreia, Jornada Sem Limite, que ganhou vários prêmios literários. Jornada Sem Limite explora sistemas adaptativos complexos e a teoria do caos por meio de uma lente de ficção científica.
A prequela, Journey to 2125: One Century, One Family, Rising to Challenges, um romance de ficção científica hard que examina como a aceleração da tecnologia pode moldar o próximo século, foi publicada em setembro de 2024. A obra combina drama familiar, intriga política e ciência especulativa rigorosa.